# Зцілення сліпонародженого

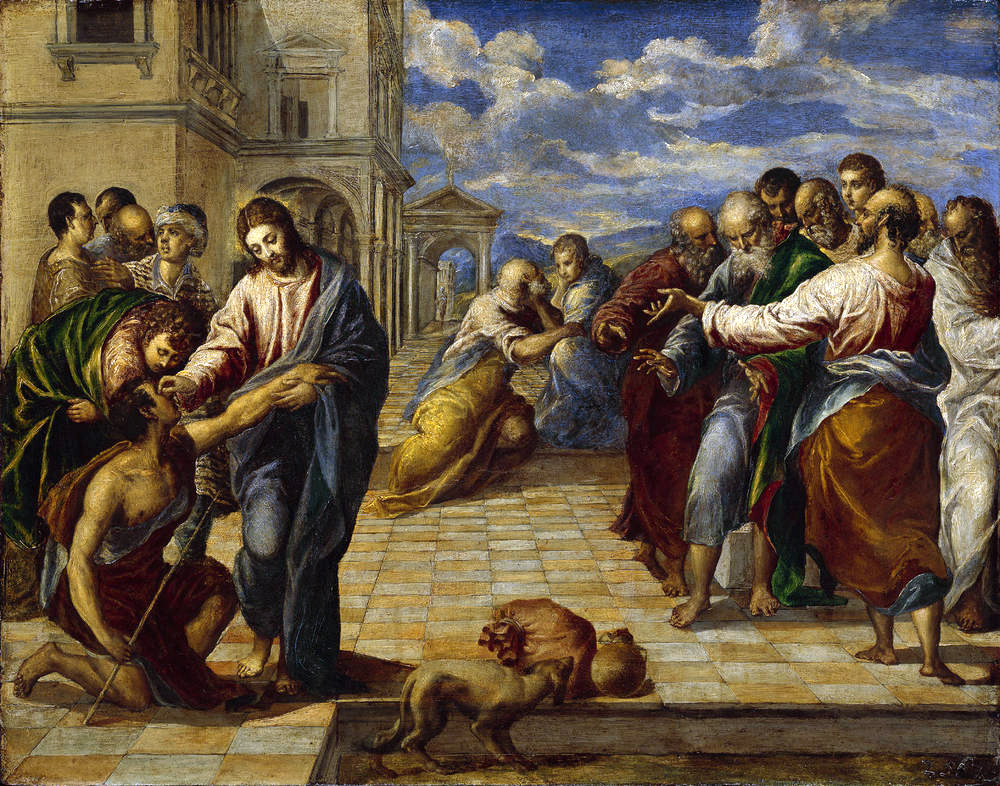
Зцілення сліпонародженого

Зці́лення сліпонаро́дженого — це зцілення Ісусом Христом сліпого від народження чоловіка. Ця історія згадується у Ів. 9:1–38.

## Біблійна розповідь
Перебуваючи з нагоди одного свята в Єрусалимському храмі, Спаситель після Своєї проповіді вийшов з храму і, проходячи по вулиці, побачив людину, сліпу від народження.
Юдеї думали, що будь-яке нещастя, яке трапляється з людиною, є покаранням за її гріхи. Якщо ж нещастя спіткало немовля, то вони вважали це покаранням за гріхи батьків.
Тому ученики Ісусові запитали Його: «Учителю, хто згрішив, він чи батьки його, що сліпим народився?» Ісус Христос відповів: «Ні він не згрішив, ні батьки його, а це для того, щоб відкрилися на ньому діла Божі».
Коли Ісус промовив це то плюнув на землю, зробив суміш і помазав нею очі сліпому. Потім Спаситель сказав сліпому: "Іди, вмийся у купальні Силоам.
Щоб зцілити сліпого, Спаситель міг би сказати тільки слово, і сліпий прозрів би. Тому, якщо Він помазав цього разу сліпому очі, то зробив це не тому, що ця мазь мала цілющу силу, а для того, щоб, доторкнувшись до його очей, викликати в ньому віру і показати людям, що сліпий з вірою сприймає слова Спасителя.
Сліпий пішов до Силоамського джерела, вмився і прозрів; і повернувся зрячим. Сусіди і всі ті, хто бачив його раніше, коли він був сліпим, дивувались і запитували: «Чи не той це, що сидів і просив?».
Одні казали що це дійсно він, а інші казали що він просто схожий на нього. Сам же він казав: «Це я». Тоді всі стали запитувати його: «Як же відкрилися в тебе очі?» Зцілений відповів: «Чоловік, Якого звуть Ісус, зробив суміш, помазав очі мої і сказав мені: іди в купальню Силоам і вмийся. Я пішов, умився і прозрів». Його запитали: «Де ж Він?» Зцілений відповів: «Не знаю».
Тоді повели колишнього сліпця до фарисеїв. А Ісус зцілив його в суботу. Фарисеї також стали запитувати зціленого, як він прозрів. А він відповів їм: «Суміш поклав Він на мої очі, і я вмився і бачу». Деякі ж із фарисеїв стали говорити: «Чоловік Цей не від Бога, бо не шанує суботи». Інші ж казали: «Як може грішний чоловік такі чудеса творити?» І були між ними запеклі суперечки. Потім зціленого знову запитали: «Що ти скажеш про Того, Хто відкрив тобі очі?» Зцілений сказав їм: «Це пророк».
Але юдеї не повірили, що він був сліпим і прозрів. Вони покликали батьків і запитали їх: «Чи це син ваш, про якого ви кажете, що народився сліпим? Як же він тепер бачить?»
Батьки ж зціленого відповідали їм: «Ми знаємо, що він — наш син, і що він сліпим народився, а як тепер бачить, не знаємо, і хто відкрив йому очі, ми не знаємо. Він сам уже дорослий, самого спитайте; нехай сам про себе скаже».
Так відповідали батьки його, тому що боялися фарисеїв, які вже раніше змовились і постановили, що кожного, хто визнає Ісуса з Назарета за Христа-Месію, Спасителя світу, відлучать від синагоги, тобто оголосять відступником від їхньої віри і закону. Тому-то батьки через страх перед фарисеями і сказали: він уже дорослий, самого запитайте.
Тоді фарисеї вдруге покликали зціленого і сказали йому: «Віддай славу Богу; ми знаємо, що Чоловік Той грішник». Зцілений сказав їм: «Чи Він грішник, не знаю; одне знаю, що я був сліпий, а тепер бачу».
Фарисеї знову запитували його: «Що Він зробив з тобою? Як відкрив твої очі?» Зцілений відповів: «Я вже сказав вам, і ви не вислухали; що ще хочете почути? Чи не хочете і ви стати Його учениками?»
Фарисеї ж розсердились, докоряли йому і сказали: «Ти Його ученик, ми ж Мойсеєві учні. Ми знаємо, що з Мойсеєм говорив Бог, а про Цього ж (Ісуса) не знаємо, звідки Він».
Тоді зцілений сказав їм у відповідь: «Це й дивно, що ви не знаєте, звідки Він, а Він відкрив мені очі. Але ми знаємо, що грішників Бог не слухає; хто шанує Бога і волю Його творить, того слухає. Споконвіку не чувано, щоб хтось (з людей) відкрив очі сліпому від народження. Якби Він не був від Бога, то не міг би нічого творити».
Ці прості і розумні слова, які не можна було заперечити, розгнівали фарисеїв. Вони сказали йому: «В гріхах ти весь народився, і чи ти нас учиш?» І прогнали його геть.
Ісус Христос коли почув що фарисеї вигнали геть зціленого, знайшов його і сказав: «Чи віруєш ти у Сина Божого?» Зцілений запитав: «А хто Він, Господи, щоб мені вірувати у Нього?» Ісус Христос сказав йому: «І бачив ти Його, і Він говорить з тобою». Тоді зцілений з великою радістю сказав: «Вірую, Господи!» — і поклонився Йому.

### Оригінальний текст
| Євангеліє              | Цитата |
| ---------------------- | --- |
| Від Івана (Ів. 9:1–38) | \| \| А коли Він проходив, побачив чоловіка, що сліпим був з народження. І спитали Його учні Його, говорячи: Учителю, хто згрішив: чи він сам, чи батьки його, що сліпим він родився? Ісус відповів: Не згрішив ані він, ні батьки його, а щоб діла Божі з'явились на ньому. Ми мусимо виконувати діла Того, Хто послав Мене, аж поки є день. Надходить он ніч, коли жаден нічого не зможе виконувати. Доки Я у світі, Я Світло для світу. Промовивши це, Він сплюнув на землю, і з слини грязиво зробив, і очі сліпому помазав грязивом, і до нього промовив: Піди, умийся в ставку Сілоам визначає це Посланий. Тож пішов той і вмився, і вернувся видющим... А сусіди та ті, що бачили перше його, як був він сліпий, говорили: Чи ж не той це, що сидів та просив? Говорили одні, що це він, а інші казали: Ні, подібний до нього. А він відказав: Це я! І питали його: Як же очі відкрились тобі? А той оповідав: Чоловік, що Його звуть Ісусом, грязиво зробив, і очі помазав мені, і до мене сказав: Піди в Сілоам та й умийся. Я ж пішов та й умився, і став бачити. І сказали до нього: Де Він? Відказує той: Я не знаю. Ведуть тоді до фарисеїв того, що був перше незрячий. А була то субота, як грязиво Ісус учинив і відкрив йому очі. І знов запитали його й фарисеї, як видющим він став. А він розповів їм: Грязиво поклав Він на очі мені, а я вмився, та й бачу. Тоді деякі з фарисеїв казали: Не від Бога Оцей Чоловік, бо суботи не держить. А інші казали: Як же чуда такі може грішна людина чинити? І незгода між ними була. Тому знову говорять сліпому: Що ти кажеш про Нього, коли очі відкрив Він тобі? А той відказав: Він Пророк! Юдеї проте йому не повірили, що незрячим він був і прозрів, аж поки не покликано батьків того прозрілого. І запитали їх, кажучи: Чи ваш оце син, про якого ви кажете, ніби родився сліпим? Як же він тепер бачить? А батьки його відповіли та сказали: Ми знаєм, що цей то наш син, і що він народився сліпим. Але як тепер бачить, не знаємо, або хто йому очі відкрив, ми не відаємо. Поспитайте його, він дорослий, хай сам скаже про себе... Таке говорили батьки його, бо боялись юдеїв: юдеї бо вже були змовились, як хто за Христа Його визнає, щоб той був відлучений від синагоги. Ось тому говорили батьки його: Він дорослий, його поспитайте. І покликали вдруге того чоловіка, що був сліпим, і сказали йому: Віддай хвалу Богові. Ми знаємо, що грішний Отой Чоловік. Але він відповів: Чи Він грішний не знаю. Одне тільки знаю, що я був сліпим, а тепер бачу!... І спитали його: Що тобі Він зробив? Як відкрив тобі очі? Відповів він до них: Я вже вам говорив, та не слухали ви. Що бажаєте знову почути? Може й ви Його учнями хочете стати? А вони його вилаяли та й сказали: То ти Його учень, а ми учні Мойсеєві. Ми знаємо, що Бог говорив до Мойсея, звідки ж узявся Оцей, ми не відаємо. Відповів чоловік і сказав їм: То ж воно й дивно, що не знаєте ви, звідки Він, а Він мені очі відкрив! Та ми знаємо, що грішників Бог не послухає; хто ж богобійний, і виконує волю Його, того слухає Він. Відвіку не чувано, щоб хто очі відкрив був сліпому з народження. Коли б не від Бога був Цей, Він нічого не міг би чинити. Вони відповіли та й сказали йому: Ти ввесь у гріхах народився, і чи тобі нас учити? І геть його вигнали. Дізнався Ісус, що вони того вигнали геть, і, знайшовши його, запитав: Чи віруєш ти в Сина Божого? Відповів той, говорячи: Хто ж то, Пане, Такий, щоб я вірував у Нього? Промовив до нього Ісус: І ти бачив Його, і Той, Хто говорить з тобою то Він!... А він відказав: Я вірую, Господи! І вклонився Йому. \| |
|                        | А коли Він проходив, побачив чоловіка, що сліпим був з народження. І спитали Його учні Його, говорячи: Учителю, хто згрішив: чи він сам, чи батьки його, що сліпим він родився? Ісус відповів: Не згрішив ані він, ні батьки його, а щоб діла Божі з'явились на ньому. Ми мусимо виконувати діла Того, Хто послав Мене, аж поки є день. Надходить он ніч, коли жаден нічого не зможе виконувати. Доки Я у світі, Я Світло для світу. Промовивши це, Він сплюнув на землю, і з слини грязиво зробив, і очі сліпому помазав грязивом, і до нього промовив: Піди, умийся в ставку Сілоам визначає це Посланий. Тож пішов той і вмився, і вернувся видющим... А сусіди та ті, що бачили перше його, як був він сліпий, говорили: Чи ж не той це, що сидів та просив? Говорили одні, що це він, а інші казали: Ні, подібний до нього. А він відказав: Це я! І питали його: Як же очі відкрились тобі? А той оповідав: Чоловік, що Його звуть Ісусом, грязиво зробив, і очі помазав мені, і до мене сказав: Піди в Сілоам та й умийся. Я ж пішов та й умився, і став бачити. І сказали до нього: Де Він? Відказує той: Я не знаю. Ведуть тоді до фарисеїв того, що був перше незрячий. А була то субота, як грязиво Ісус учинив і відкрив йому очі. І знов запитали його й фарисеї, як видющим він став. А він розповів їм: Грязиво поклав Він на очі мені, а я вмився, та й бачу. Тоді деякі з фарисеїв казали: Не від Бога Оцей Чоловік, бо суботи не держить. А інші казали: Як же чуда такі може грішна людина чинити? І незгода між ними була. Тому знову говорять сліпому: Що ти кажеш про Нього, коли очі відкрив Він тобі? А той відказав: Він Пророк! Юдеї проте йому не повірили, що незрячим він був і прозрів, аж поки не покликано батьків того прозрілого. І запитали їх, кажучи: Чи ваш оце син, про якого ви кажете, ніби родився сліпим? Як же він тепер бачить? А батьки його відповіли та сказали: Ми знаєм, що цей то наш син, і що він народився сліпим. Але як тепер бачить, не знаємо, або хто йому очі відкрив, ми не відаємо. Поспитайте його, він дорослий, хай сам скаже про себе... Таке говорили батьки його, бо боялись юдеїв: юдеї бо вже були змовились, як хто за Христа Його визнає, щоб той був відлучений від синагоги. Ось тому говорили батьки його: Він дорослий, його поспитайте. І покликали вдруге того чоловіка, що був сліпим, і сказали йому: Віддай хвалу Богові. Ми знаємо, що грішний Отой Чоловік. Але він відповів: Чи Він грішний не знаю. Одне тільки знаю, що я був сліпим, а тепер бачу!... І спитали його: Що тобі Він зробив? Як відкрив тобі очі? Відповів він до них: Я вже вам говорив, та не слухали ви. Що бажаєте знову почути? Може й ви Його учнями хочете стати? А вони його вилаяли та й сказали: То ти Його учень, а ми учні Мойсеєві. Ми знаємо, що Бог говорив до Мойсея, звідки ж узявся Оцей, ми не відаємо. Відповів чоловік і сказав їм: То ж воно й дивно, що не знаєте ви, звідки Він, а Він мені очі відкрив! Та ми знаємо, що грішників Бог не послухає; хто ж богобійний, і виконує волю Його, того слухає Він. Відвіку не чувано, щоб хто очі відкрив був сліпому з народження. Коли б не від Бога був Цей, Він нічого не міг би чинити. Вони відповіли та й сказали йому: Ти ввесь у гріхах народився, і чи тобі нас учити? І геть його вигнали. Дізнався Ісус, що вони того вигнали геть, і, знайшовши його, запитав: Чи віруєш ти в Сина Божого? Відповів той, говорячи: Хто ж то, Пане, Такий, щоб я вірував у Нього? Промовив до нього Ісус: І ти бачив Його, і Той, Хто говорить з тобою то Він!... А він відказав: Я вірую, Господи! І вклонився Йому.          |